# Cathy’s Clown
Cathy’s Clown ist der Titel eines Hits der Everly Brothers, der im Jahr 1960 weltweit die Hitparaden eroberte.

## Erste Erfolge
Die Everly Brothers erhielten am 21. Februar 1957 einen Plattenvertrag von Cadence Records. Hier trug eine Mischung verschiedener Umstände zum enormen Erfolg des Duos bei. Produzent Chet Atkins sorgte für den Close-harmony-Gesangsstil, wobei Phil meist eine parallele Terz über seinem Bruder Don sang. In den RCA-Victor-Tonstudios in Nashville wurden sie von einer präzisen Sessionband mit Chet Atkins und Ray Edenton (Gitarre), Jimmy Day (Steel-Gitarre), Lightnin‘ Chance (Bass) und Buddy Harman (Schlagzeug) begleitet. Der größte Teil ihres Hitmaterials stammte von dem erfolgreichen Countrymusik-Autorenpaar Felice and Boudleaux Bryant, die bereits sechs Millionenseller und zahlreiche weitere Titel für die Everlys verfasst hatten.

## Neues Plattenlabel
Als im Februar 1960 ihr Plattenvertrag mit Cadence Records auslief und zudem Streitigkeiten über Tantieme-Abrechnungen entstanden, wechselten sie zu Warner Brothers. Der Konzern war bislang ausschließlich im Filmgeschäft tätig gewesen und gründete am 19. März 1958 die Warner Music Group. Das neue Label erlitt einen Fehlstart, denn Tab Hunters Jealous Heart (WB #5008) war mit einem Rang 62 die einzige Hitparadennotiz für Warner Brothers im Gründungsjahr. Mehr als einen Hit mit dem humorvollen Titel Kookie, Kookie Lend Me Your Comb von Edd Byrnes im April 1959 konnte das junge Label nicht vorweisen. Im Jahr 1960 musste ein Verlust von $ 3 Millionen verkraftet werden. Unter diesem Druck bot Warner-Präsident James Conklin den Everlys als ersten Popstars in der Musikindustrie einen Vertrag über eine Million Dollar mit zehnjähriger Laufzeit an.

## Entstehungsgeschichte
Cathy’s Clown handelte von einer ehemaligen Schulfreundin von Don Everly, dem klar war, dass die erste Single für das neue Label ein Hit sein musste, weil sonst jeder behaupten würde, dass Archie Bleyer von Cadence Records das Erfolgsgeheimnis gewesen sei. Zwei Akkorde und der martialische Trommelwirbel des in 15 Minuten fertiggestellten Songs über das Ende einer Beziehung entstammen der Grand Canyon Suite von Ferde Grofé, die im November 1960 zu den drei meistverkauften Klassik-LPs in den USA gehörte. Die Musikbranche hielt auch die Trennung von den Bryants (die für eine Übergangszeit noch als Komponisten zur Verfügung standen) für ein erhebliches Risiko.
Warner Brothers beraumte den ersten Aufnahmetermin für den 8. März 1960 in den bisher genutzten Tonstudios an. Ergebnis waren drei Titel, am 17. März 1960 nochmals zwei Titel, die als Single keine Erfolgsaussichten besaßen und deshalb für die LP It’s Everly Time (WS #1381; Mai 1960) eingeplant wurden. Von den vier am 18. März 1960 eingespielten Titeln entschied man sich für die Eigenkomposition Cathy’s Clown, während die B-Seite Always It’s You wiederum von den Bryants stammte. Die Aufnahmen fanden im selben Tonstudio wie zu Cadence-Zeiten statt, doch hatten die Everlys mehr künstlerische Freiheiten unter ihrem neuen Produzenten Wesley Rose, der zugleich ihr Manager war. Es war nicht die erste Eigenkomposition der Everlys, denn ‘Til I Kissed You stammte ebenfalls aus ihrer Feder.

## Veröffentlichung
Wegen ihrer England-Tournee wurde Cathy’s Clown / Always It’s You (WB #5151) in Großbritannien zuerst veröffentlicht, danach folgten im März 1960 die USA. Die Platte brach sämtliche Rekorde. In England verweilte sie mit sieben Wochen am längsten von allen Everly-Platten an der Spitze und sie war die erste Single, die gleichzeitig in den USA und England den ersten Rang erreichte. In den USA blieb sie für fünf Wochen auf der Spitzenposition der Pophitparade, während sie erstmals die Top 40 der Country-Charts nicht erreichen konnte. Die Verkaufsangaben schwanken zwischen mehr als 2,5 Millionen und oft zitierten acht Millionen weltweit verkaufter Exemplare. Jedenfalls ist sie die meistverkaufte Single der Brüder, gefolgt von Wake Up Little Susie. Es war der vierte und letzte Nummer-eins-Hit der Everly Brothers.
Warner Brothers blieben sie für die zehnjährige Vertragsdauer bis 1970 treu, um danach zu RCA zu wechseln. Bei Warner Brothers veröffentlichten sie insgesamt 253 Titel.